# Lemvig Idræts- & Kulturcenter
Lemvig Idræts- & Kulturcenter (eller Jysk Energi Arena af sponsorhensyn) er en idrætshal i Lemvig med plads til 1.400 tilskuere. Hallen består af en håndboldbane og en basketballbane. Hallen er hjemmebane for Lemvig Basket og håndboldklubben Lemvig-Thyborøn Håndbold.